# Cabdill cellagroc
El cabdill cellagroc (Todirostrum chrysocrotaphum) és un ocell de la família dels tirànids (Tyrannidae).

## Hàbitat i distribució
Habita garrigues, clars del bosc i bosc obert de les terres baixes de l'est de Colòmbia, est de l'Equador, est del Perú, nord i est de Bolívia i Amazònia i nord del Brasil.